# Pfaffenhütchen-Harlekin

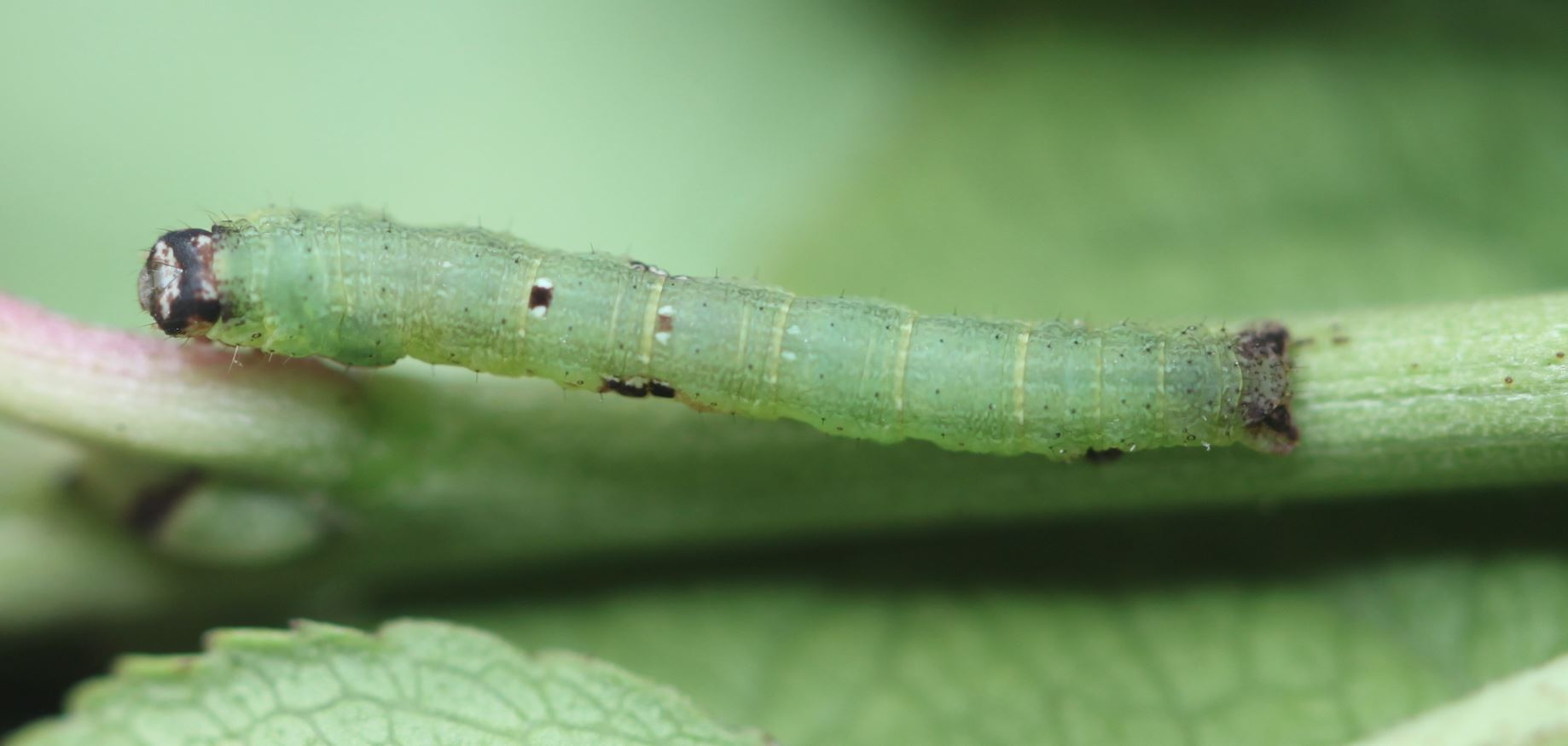
Jungraupe

Der Pfaffenhütchen-Harlekin (Ligdia adustata), auch Spindelbaumspanner, Pfaffenspanner oder Kleiner Pfaffenhütchenspanner genannt, ist ein Schmetterling (Nachtfalter) aus der Familie der Spanner (Geometridae).

## Merkmale
Die Falter des Pfaffenhütchen-Harlekin erreichen eine Flügelspannweite von 24 bis 28 Millimetern. Die Grundfarbe der Flügel ist weiß, cremeweiß bis leicht bräunlich, z. T. auch mit einem Stich ins Rötliche. Das Wurzelfeld der Vorderflügel ist schwarzbraun und kann gelegentlich auch leicht blau schimmern. Die starke geschwungene Querbinde ist blauschwarz, dunkelbraun bis hellbraun (form suffusa), z. T. auch verwaschen oder fast verloschen (forma extincta). Auf der Unterseite der Vorderflügel ist diese Binde immer schwächer entwickelt. Die äußere die Querbinde begrenzende Linie ist stark gezackt. Die innere Begrenzung der Querbinde ist meist gelblichbraun oder hellbraun. Die innere Querlinie ist meist kaum entwickelt bzw. nur von einer Reihe von gelängten Punkten angedeutet. Sie ist auf der Unterseite meist deutlicher entwickelt, da die Punkte hier größer sind. Der Außenrand weist häufig deutliche dunkle Pfeilflecke auf. Die Flügelspitze ist immer weiß.
Die Hinterflügel sind überwiegend in der Grundfarbe gehalten, die Querbinde ist nur unwesentlich dunkler. Im Innenfeld kommen gelegentlich ein paar unregelmäßig verteilte schwarze Punkte vor.
Das Ei ist zunächst hellgelb und färbt sich bis zum Schlüpfzeitpunkt dunkel karminrot. Es ist abgeflacht-rundlich und mit einem feinen, netzartigen Muster versehen. Die Rosette der Micropylzone ist sehr klein und fünfblättrig.
Die Raupe ist relativ kurz und eher dick (für Spannerraupen). Sie ist meist grün gefärbt, aber auch grünrote und karminrote Exemplare kommen vor. Die Segmente fünf bis sieben weisen auf dem Rücken weiß begrenzte Flecken auf. An den Seiten der Segmente fünf und sechs sitzen größere, hellbraune Flecke, die durch einen dunkleren Fleck miteinander verbunden sind. Auch am Bauchbeinpaar sitzen größere rotbraune Flecke. Der deutlich abgesetzte Kopf ist vorne etwas abgeflacht und meist braun gefärbt.
Die Puppe ist rotbraun bis schwarzbraun mit schwarz gefleckten Flügelscheiden. Der Kremaster ist kegelförmig und relativ klein. Er ist mit ein paar wenigen, sehr kurzen Borsten besetzt.

## Geographisches Vorkommen und Lebensraum
Die Art ist in Europa weit verbreitet. Sie kommt von Irland und der Iberischen Halbinsel im Westen über Mitteleuropa, die Balkanhalbinsel, Kleinasien, Ukraine, Russland, den Kaukasus bis nach Turkmenistan. Im Norden reicht das Verbreitungsgebiet bis nach Südschweden und das Baltikum. Im Gebirge steigt die Art bis auf 1600 m über NN an.
Das Verbreitungsgebiet und auch die Häufigkeit des Pfaffenhütchen-Harlekin ist an die Verbreitung und Häufigkeit der Raupennahrungspflanze gebunden. Er kommt daher in den verschiedensten Biotopen vor, sehr häufig auch in Gärten und Parks, wo der Gewöhnliche Spindelstrauch (oder auch Pfaffenhütchen) vom Menschen angepflanzt wurde. Er kann daher unter Umständen recht häufig sein.

## Lebensweise
Der Pfaffenhütchen-Harlekin ist meist bivoltin; d. h., es werden in der Regel zwei Generationen gebildet, die sich aber etwas überlappen. In ungünstigen Lagen und im Gebirge wird nur eine Generation gebildet. Die Falter fliegen von Anfang April bis Anfang Juli, in klimatisch günstigen Gegenden und günstigen Jahren auch schon Ende März, und von Mitte Juli von Mitte September bzw. von Mitte Juni bis Ende Juli, wenn nur eine Generation gebildet wird. Die Falter wurden beobachtet, wie sie Nektar an den Blüten von Stachelbeere und Wasserdost saugten. Sie sitzen tagsüber auf Blättern und Stämmen, fliegen gelegentlich auch tagsüber. Sie werden in der Dämmerung aktiv und werden von künstlichen Lichtquellen angezogen. Unter Zuchtbedingungen beginnen die Tiere direkt nach dem Schlüpfen mit der Kopulation. Die Weibchen legen die Eier nur wenig später einzeln an den Zweigen oder Blättern der Raupennahrungspflanze ab. Die Eiraupen schlüpfen nach vier bis fünf Tagen.
Die Raupen ernähren sich monophag von den Blättern des Gewöhnlichen Spindelstrauchs (Euonymus europaeus). Die Puppe überwintert in einem lose gesponnenen Kokon am Boden oder zwischen Blättern. In der Zucht unter idealen Bedingungen legten manche Puppen eine Diapause ein, andere nicht. Bei Puppen, die eine Diapause aufwiesen, war der Schlüpferfolg jedoch größer.

## Gefährdung
Der Pfaffenhütchen-Harlekin ist in Deutschland nicht gefährdet.